# Johann Heinrich Blumenthal (Offizier)
Johann Heinrich Blumenthal (* 5. Juni 1895 in Wien; † 29. April 1964 in Baden bei Wien) war ein österreichischer Offizier, Jurist und Militärwissenschaftler. Er war Widerstandskämpfer gegen den Nationalsozialismus und Überlebender des KZ Auschwitz.

## Leben
Johann Heinrich Blumenthal, jüdischer Abstammung (drei Großelternteile) und praktizierender römisch-katholischer Christ, wurde als Sohn eines promovierten Juristen geboren. Er trat mit 19 Jahren, nach der Matura, als Kriegsfreiwilliger in das 3. Tiroler Kaiserjägerregiment ein. Nach der Reserveoffizierausbildung wurde er zunächst an der italienischen Front (Dolomiten) als Zugskommandant eingesetzt. Im August 1916 wurde er Leutnant der Reserve, ab Dezember war er in der Autotruppe im besetzten Rumänien eingesetzt. 1918 beendigte er seinen Kriegseinsatz 1918 als Oberleutnant der Reserve.
Nach dem Ersten Weltkrieg studierte er an der Universität Wien und wurde zum Dr. jur. utr. (Doktor beider Rechte) promoviert. Im Anschluss absolvierte er historische Studien (ohne Abschluss) u. a. bei Hans von Voltelini, Alfons Dopsch, Hans Hirsch und Josef Strzygowski und schloss eine Dolmetscherprüfung für Französisch und Englisch ab. 1935/36 leistete er als Oberleutnant Waffenübungen im österreichischen Bundesheer. 1936 wurde er Vertragsbediensteter im Bundesministerium für Landesverteidigung, dort stellvertretender Pressereferent. Er veröffentlichte in dieser Zeit zahlreiche Arbeiten zur Kriegs-, Literatur- und Kulturgeschichte. Im März 1938 wurde er als Oberleutnant des Verwaltungsdienstes in das Bundesheer übernommen, im November 1938 aber auf eigenen Wunsch hin in den Ruhestand versetzt. 
Nach dem „Anschluss“ 1938 war er als unbeugsamer österreichischer Patriot schwerer politischer Verfolgung ausgesetzt: Wegen Beteiligung an der Widerstandsgruppe der bürgerlichen „Großösterreichischen Freiheitsbewegung“ – er war Kontaktperson zum ehemaligen österreichischen Offizierkorps – am 23. Juli 1940 verhaftet, wurde er zu vier Jahren Kerkerhaft verurteilt; er war u. a. Gefangener der Gestapo. Zuletzt war er für ungefähr ein Jahr Zwangsarbeiter im Konzentrationslager Auschwitz (Oświęcim) inhaftiert.
Nach Kriegsende in die Freiheit entlassen, war er als Übersetzer für britische Nachrichtendienste tätig und setzte sich in der sowjetisch besetzten Besatzungszone für einen westlich orientierten österreichischen militärischen Nachrichtendienst ein, weshalb er in die US-amerikanische Zone nach Salzburg fliehen musste. Für die dortige Landesregierung war Blumenthal dann kunsthistorisch aktiv.
1947 trat er als Staatsarchivar I. Klasse in das Kriegsarchiv im Österreichischen Staatsarchiv in Wien ein. Außerdem wurde er zum Major der Reserve ernannt. Er wurde nach der Wiedererrichtung des Bundesheeres von 1956 bis 1960 erster Leiter der Militärwissenschaftlichen Abteilung des Landesverteidigungsministeriums. Zuletzt war er Oberadministrationsrat und (ehrenhalber) Oberst der Ruhe.
Als Lehrer für Kriegsgeschichte und französische Sprache an der Theresianischen Militärakademie und an der Stabsakademie (später: Landesverteidigungsakademie) vermittelte er mehreren Generationen von Offizieren ein lebhaftes Bild des alten Österreich und seiner Armee. In ihm vereinigte sich „der Idealismus des Offiziers und die Geistigkeit eines hochgebildeten Humanisten mit der Courtoisie eines Österreichers, dem das barocke Erbe mehr war als eine Reminiszenz“ (Johann Christoph Allmayer-Beck). Für Peter Broucek und Kurt Peball war er das „sehr rare Exemplar eines militärischen Idealisten und tiefgläubigen Christen und österreichischen Patrioten“, der nach 1945 gemeinsam mit Ludwig Jedlicka an der „Wiege der [österreichischen] Militärgeschichtsschreibung“ stand.
1963 beteiligte er sich am Band Unser Heer. 300 Jahre österreichisches Soldatentum in Krieg und Frieden.

## Auszeichnungen
- Militär-Verdienstmedaille (Bronze)

## Schriften (Auswahl)
- Carl Freiherr Torresani. Sein Leben und Werk. (= Österreich-Reihe Band 30/31). Bergland Verlag, Wien 1957.